# Hoyleton, Illinois
Hoyleton är en ort i Washington County i delstaten Illinois, USA.